# Battaglia di Messines (1917)
La battaglia di Messines fu un combattimento durato circa 17 giorni fra inglesi e tedeschi, iniziato il 21 maggio 1917 e terminato il 7 giugno, che vide la conquista delle alture di Messines (Mesen in fiammingo) da parte degli alleati. La battaglia è considerata uno degli scontri di maggior successo per l'esercito britannico.

## Antefatti

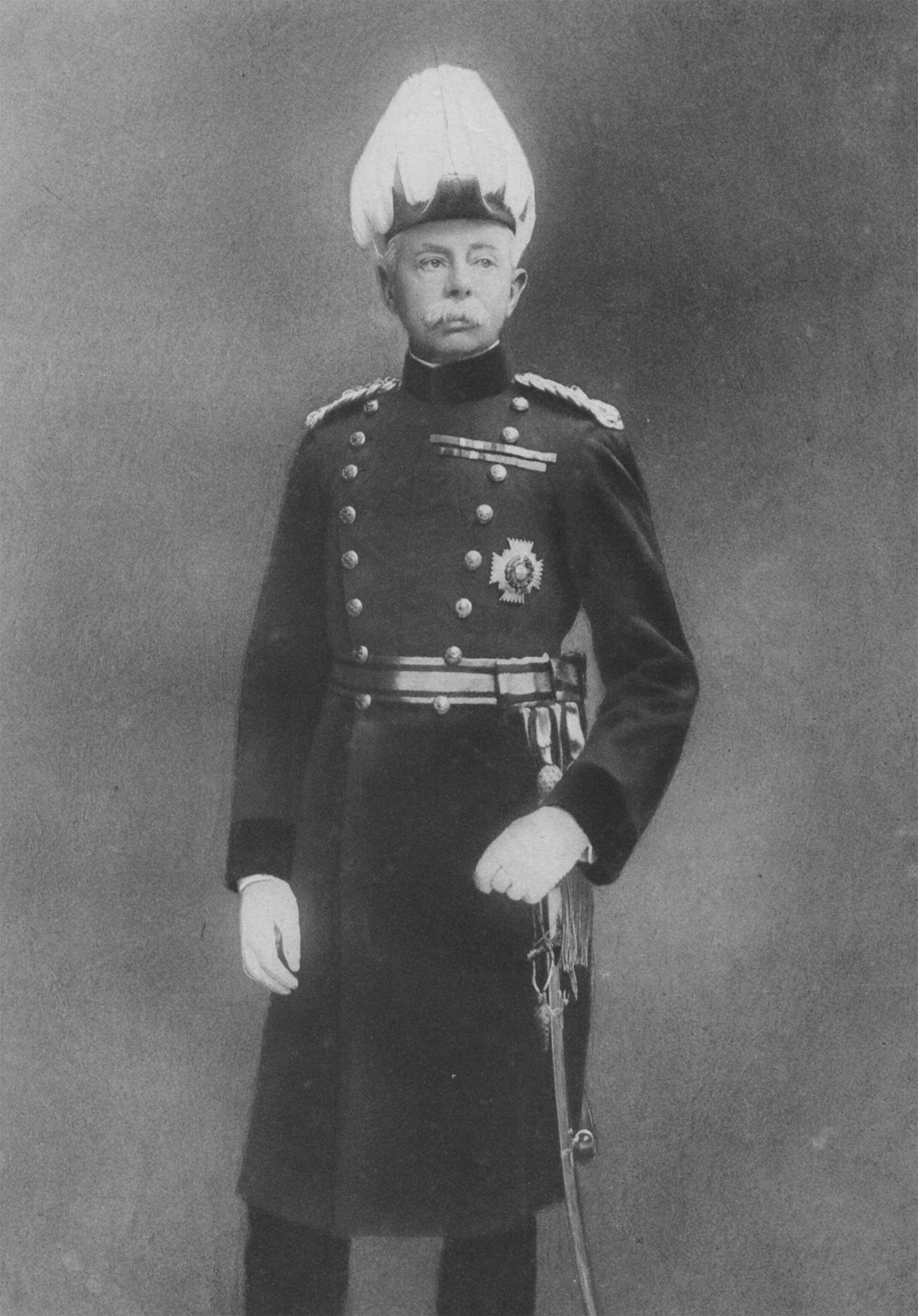
Herbert Charles Onslow Plumer, I visconte Plumer

Nel 1915 il Generale Douglas Haig, nominato nel dicembre Capo di Stato Maggiore, aveva cominciato ad accarezzare l'idea di uno sbarco nelle Fiandre e iniziò a collaborare con l'Ammiraglio Reginald Bacon della Marina britannica e il Colonnello Aymler Hunter-Weston. Il piano consisteva in uno sbarco nei pressi di Middelkerke, seguito dalla conquista delle postazioni tedesche costiere sino a raggiungere le zone più interne nei pressi di Ypres. Tuttavia prima di fiondarsi su Ypres risultò indispensabile la conquista dell'altura di Messines. Venne scelto Herbert Plumer, che iniziò a mettere a punto un piano. Attento alla vita dei propri uomini, lo elaborò in modo da indebolire le linee nemiche prima dello scontro diretto. Per questo fece scavare ai Sappers, del "Tunneling Corps" (Corpo per lo scavo di tunnel), ventiquattro lunghissime gallerie che fece riempire di tonnellate di esplosivo.

## La battaglia
Durante la mattina del 21 maggio 1917 iniziò il bombardamento di preparazione da parte dell'artiglieria britannica sulla zona di Wijtschate. Questa prima fase terminò solo dopo molti giorni, nelle prime ore del 7 giugno. Il testimone oculare Erich Maria Remarque ricorda questi momenti così:
Alle 3.10 del mattino avviene l'esplosione delle ventiquattro gallerie. In realtà non tutte le mine esplosero, poiché alcune di queste avevano funzionato male per problemi tecnici, mentre altre erano state precedentemente disinnescate dai tedeschi. Bisogna infatti specificare che a volte gli scavatori tedeschi incontravano quelli inglesi e spesso si svolgevano dei combattimenti corpo a corpo sotterranei. Morirono subito diecimila tedeschi per lo più facenti parte della 3ª divisione Bavarese, che venne quasi completamente annientata. Il risultato devastante per la conformazione del territorio era già stato previsto, tanto che lo stesso Plumer disse:
L'esercito britannico fece anche uso massiccio di proietti caricati con il gas, 3 milioni e mezzo di ogni calibro, rispondendo ai gas tedeschi che, in alcuni casi, causarono gravi perdite alle truppe britanniche in assembramento per l'attacco.
Dopo le lunghe deflagrazioni (si dice che furono talmente forti da essere udite da Dublino e Londra) si passò all'attacco della fanteria: nove divisioni della 2ª armata britannica avanzarono coadiuvati da settantadue carri armati e dai mortai Livens. Dopo sole tre ore di scontro i tedeschi cominciarono a ritirarsi e più di settemila caddero in mano degli avversari. Con questi vennero catturati anche sessantacinque cannoni, novantaquattro mortai da trincea e circa trecento mitragliatrici Schwarzlose e Maxim.
La battaglia di Messines è considerata una delle azioni di maggior successo per le forze armate britanniche, nonostante l'uccisione di un buon numero dei propri soldati causata, per problemi di coordinazione, dalle esplosioni.

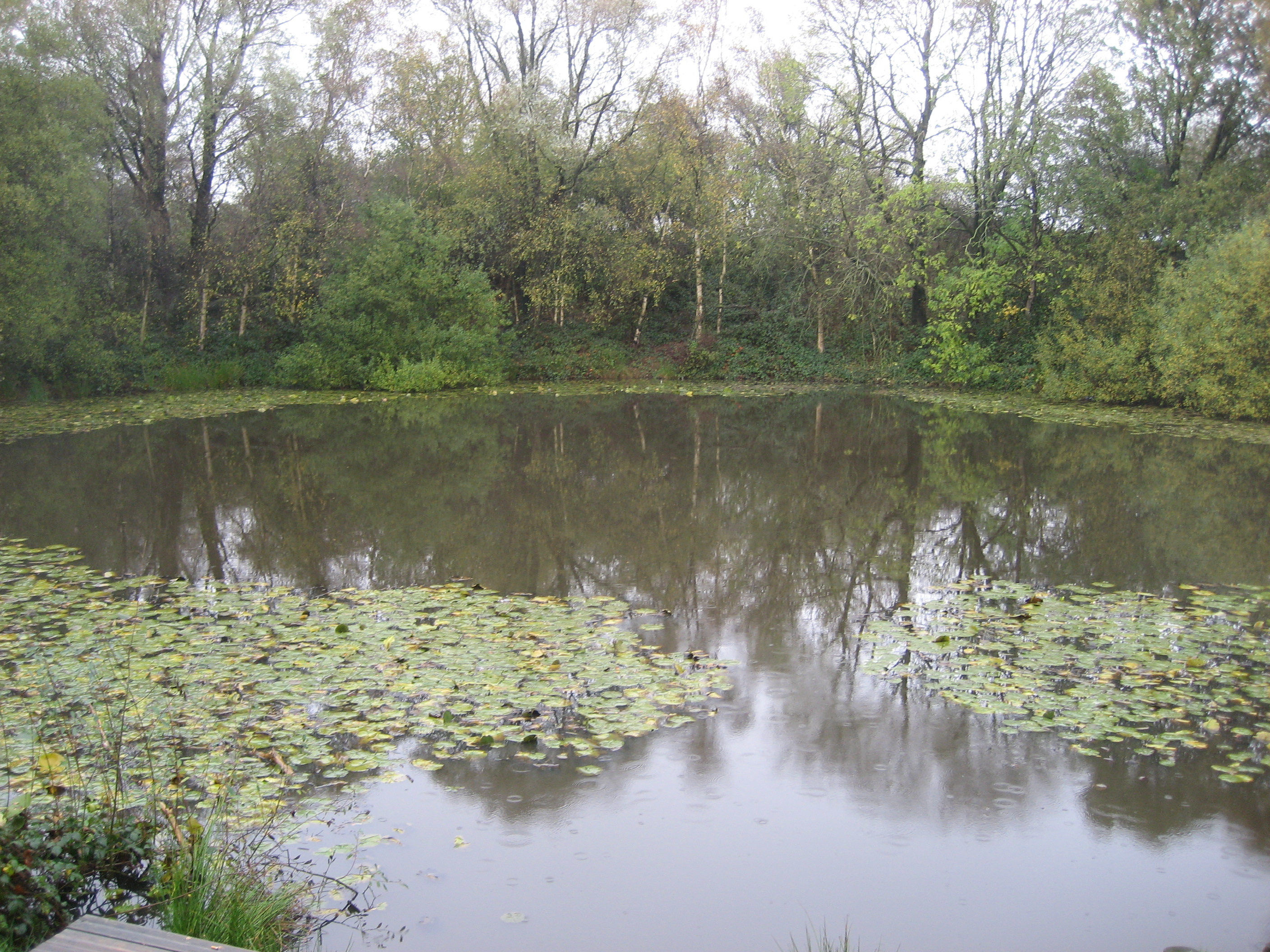
Lone Tree Crater

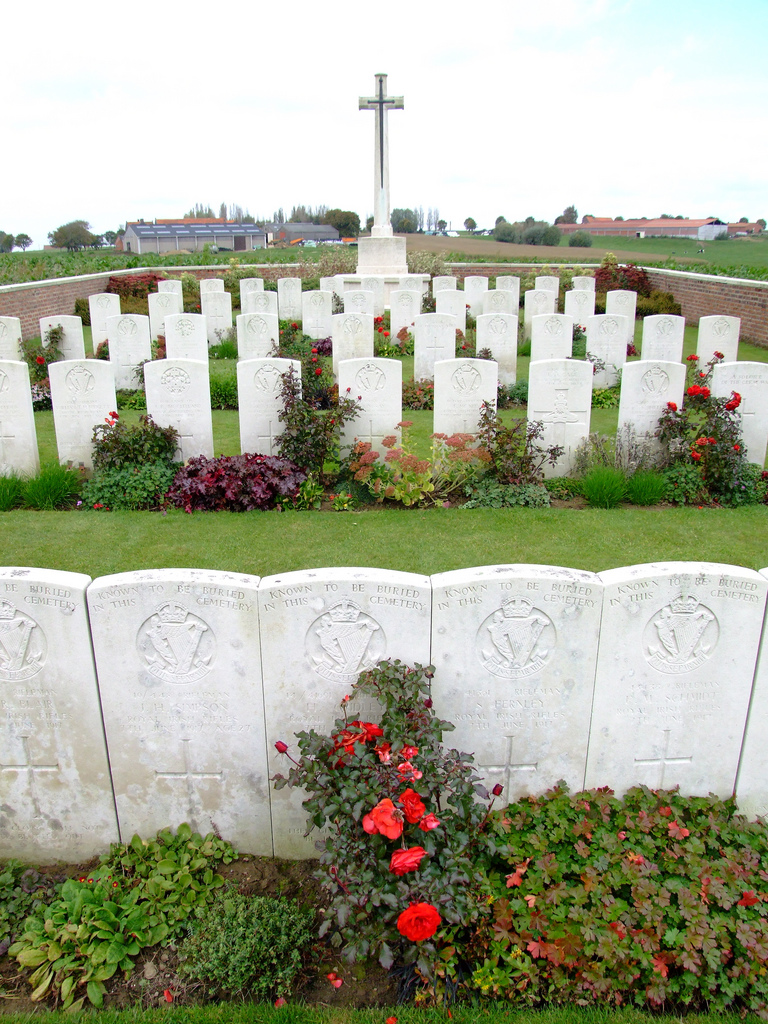
Tombe nel Spanbroekmolen British Cemetery

## Le mine
Le mine riempivano ventiquattro lunghissime gallerie scavate mesi prima dai Royal Engineer, a una profondità compresa tra i 15 ed i 30 metri. L'esplosivo, circa 20 tonnellate di media per mina, era potentissimo: si trattava di Ammonal, composto da nitrato di ammonio, polvere di alluminio e polvere di carbone (quella di alluminio, in particolare, sviluppava temperature, non appena incendiata, che si aggiravano intorno ai 3000 °C).
Il 17 giugno 1955 a causa della elettricità statica di un temporale, una delle mine disperse esplose provocando un cratere di 60 metri di diametro e 20 di profondità. Morì una mucca. Probabilmente ci sono ancora 4 mine inesplose.
| Posizionamento      | Quant. esplosivo (kg) | Diametro del cratere (m) |
| ------------------- | --------------------- | ------------------------ |
| Hill 60 A           | 24 200                | 58                       |
| Hill 60 B           | 31 700                | 79                       |
| St Eloi             | 43 300                | 53                       |
| Hollandscheschour 1 | 15 500                | 56                       |
| Hollandscheschour 2 | 6 800                 | 32                       |
| Hollandscheschour 3 | 7 900                 | 43                       |
| Petit Bois 1        | 13 600                | 53                       |
| Petit Bois 2        | 13 600                | 66                       |
| Maedelstede Farm    | 42 600                | 66                       |
| Peckham             | 30 400                | 73                       |
| Spanbroekmolen      | 41 200                | 76                       |
| Kruisstraat 1       | 13 600                | 71                       |
| Kruisstraat 2       | 13 600                | 66                       |
| Kruisstraat 3       | 13 600                | 62                       |
| Kruisstraat 4       | 8 800                 | 1 e 4 cratere unico      |
| Ontario Farm        | 27 200                | 61                       |
| Trench 127 Left     | 16 300                | 55                       |
| Trench 127 Right    | 22 700                | 64                       |
| Trench 122 Left     | 9 000                 | 59                       |
| Trench 122 Right    | 18 100                | 69                       |